# Geoffrey FitzClarence, 3. Earl of Munster
Geoffrey George Gordon FitzClarence, 3. Earl of Munster, DSO (* 18. Juli 1859; † 2. Februar 1902) war ein britischer Peer und Urenkel von König William IV. und seiner Mätresse Dorothea Jordan.

## Familie
Er war der dritte Sohn von William FitzClarence, 2. Earl of Munster (1824–1901) und Wilhelmina Kennedy-Erskine (1830–1906). Seine Eltern waren Cousins und er war somit über beide Elternteile der Urenkel von William IV. Sein Großvater väterlicherseits George FitzClarence, 1. Earl of Munster und seine Großmutter mütterlicherseits Lady Augusta FitzClarence waren Geschwister.
Geoffrey hatte acht Geschwister. Seine beiden älteren Brüder Edward und Lionel starben, bevor sie volljährig wurden. Edward, Viscount FitzClarence, starb 1870 mit 14 Jahren und Lionel 1863 mit sechs Jahren. Geoffrey war somit seit 1870 Heir apparent seines Vaters und führte als solcher den Höflichkeitstitel Lord Tewkesbury – zur Unterscheidung von seinem verstorbenen Bruder verwendete er nicht den üblichen Höflichkeitstitel Viscount FitzClarence.

## Militärkarriere
Lord Tewkesbury wurde als Subaltern des 2. Battalion des Kings Royal Rifle Corps in die British Army berufen. Er diente zwischen 1879 und 1880 im Zweiten Anglo-Afghanischen Krieg. Er versah dann 1881 im dritten Bataillon den Dienst im Ersten Burenkrieg teil. 1888 erfolgte seine Beförderung zum Captain und 1895 verließ er die regulären Streitkräfte. 
Nach seiner Pensionierung war er ab 25. März 1896 als Captain in das 2. Bataillon der Royal Scots ein und wurde dann in den Ehrenrang eine Majors befördert. Das Bataillon wurde im Dezember 1899 eingegliedert um im Zweiten Burenkrieg zu dienen. Im März 1900 verließ er Queenstown mit der SS Oriental nach Südafrika. Lord Tewkesbury wurde mentioned in dispatches und erhielt für seine Verdienste den Distinguished Service Order (DSO).

## Peerage
Während seines letzten Militäreinsatzes in Südafrika erfuhr er vom Tod seines Vaters, mit dem er dessen Nachfolge als 3. Earl of Munster und formelles Mitglied des House of Lords wurde. Er kehrte aber nicht nach Großbritannien zurück und starb mit 42 Jahren nur neun Monate nach seinem Vater in Südafrika bei einem Unfall bei Lace Mines.
Der 3. Earl war unverheiratet und hatte keine Kinder. Daher gingen seine Titel an seinen jüngeren Bruder Aubrey.